# Triacastela
Triacastela er en by og kommune i det nordvestlige Spanien i provinsen Lugo. Den har et indbyggertal på 609 (2024) indbyggere.